# Panorama (Grecja)
Panorama (gr. Πανόραμα) – miasto w Grecji, w administracji zdecentralizowanej Macedonia-Tracja, w regionie Macedonia Środkowa, w jednostce regionalnej Saloniki. Siedziba gminy Pilea-Chortiatis. W 2011 roku liczyło 17 444 mieszkańców.